# 1492. Wyprawa do raju
1492. Wyprawa do raju (ang. 1492: Conquest of Paradise) – zrealizowany w międzynarodowej koprodukcji dramat biograficzno-kostiumowy z 1992 roku w reżyserii Ridleya Scotta. Film opowiadał historię wyprawy Krzysztofa Kolumba do Ameryki. Wystąpili w nim m.in. Gérard Depardieu, Armand Assante i Sigourney Weaver, a muzykę skomponował Vangelis.

## Obsada
- Gérard Depardieu – Krzysztof Kolumb
- Armand Assante – don Gabriel Sanchez
- Sigourney Weaver – królowa Izabela Kastylijska
- Loren Dean – starszy Fernando
- Ángela Molina – Beatrix
- Fernando Rey – Marchena
- Michael Wincott – don Adrian de Moxica
- Tchéky Karyo – Vicente Pinzon
- Kevin Dunn – kapitan Mendez
- Frank Langella – don Luis de Santangel
- Mark Margolis – don Francisco de Bobadilla
- Kario Salem – Arojaz
- Billy L. Sullivan - Fernando (10 lat)
- John Heffernan – brat Buyl
- Arnold Vosloo – don Hernando de Guevara